# Amphicoma sichuana
Amphicoma sichuana är en skalbaggsart som beskrevs av Nikodym 2005. Amphicoma sichuana ingår i släktet Amphicoma och familjen Glaphyridae. Inga underarter finns listade i Catalogue of Life.